# 遊☆戯☆王 真デュエルモンスターズ 封印されし記憶
『遊☆戯☆王 真デュエルモンスターズ 封印されし記憶』（ゆうぎおう しんデュエルモンスターズ ふういんされしきおく）は1999年12月9日にコナミ（現・コナミデジタルエンタテインメント）から発売されたPlayStation用ゲームソフトである。海外では『Yu-Gi-Oh! Forbidden Memories』のタイトルで販売されている。

## 概要
漫画『遊☆戯☆王』の外伝作品の一つで『真デュエルモンスターズ(DM)』シリーズ第1作目。原作作中でプレイされているカードゲーム「デュエルモンスターズ」を題材にした対戦型カードゲームで、システムはかつてゲームボーイで発売された『遊☆戯☆王デュエルモンスターズ』をベースにしているが、カードの相性で能力が変化する「守護星システム」や、最大5枚のカードを選択して強化や融合を行う「コンボシステム」など本作独自の要素も存在する。また、各モンスターカードには3DポリゴンによるCGモデルが用意され、原作の立体映像を再現した迫力のあるバトルを楽しめるほか、PocketStationや遊☆戯☆王オフィシャルカードゲームと連動させることでゲーム内でカードを入手できる点も特徴となっている。
プレイヤーは、原作におけるもう一人の主人公である古代エジプトの王子（闇遊戯）となり、古代と現代を行き来しながらゲームを進めていく。シナリオは原作者である高橋和希が監修しており、当時は謎に包まれていた闇遊戯の過去を描いた物語として主に宣伝された。また本作は、原作に登場する架空の企業インダストリアル・イリュージョン社が、実在の企業であるコナミ社の協力を得て制作・販売されたゲームという設定で開発されており、インダストリアル・イリュージョン社の名誉会長で、「デュエルモンスターズ」の生みの親であるペガサス・J・クロフォードが消息不明となる前にコナミ社に献辞を送っているほか、制作進行上の問題を解決した人物として彼からヨハン・ヘイシーンと、プロデューサーとしてシモン・S・ムーランの両名が挙げられている。
購入者特典として本作のゲームパッケージには遊☆戯☆王オフィシャルカードゲームで使用できるカードが、限定版には特製PocketStationとストラップが同梱されていた。後に、「コナミ ザ・ベスト版」と「PSoneBooks版」が発売されている。
欧州および北米では2002年に発売され、2004年12月31日時点で200万本の売り上げを記録している。

## あらすじ
舞台は紀元前1400年頃のエジプト新王国第18王朝であるアメンポテフ王朝の時代。ファラオの息子で「千年パズル」の所有者でもある若き王子は、王位継承者という立場とは裏腹に、夜な夜な城を抜け出してはカード仲間たちとデュエルに興じていた。
しかし、この世を我が物とする野望を胸に抱く神官長・ヘイシーンが遺跡で強大な闇の力を手にすることに成功。さらに王家に伝わる伝説の「千年アイテム」を求め、突如反乱を起こした。王と王妃は捕らえられ、残された王子は単身ヘイシーンにデュエルを挑むが敗北する。追い詰められた王子はヘイシーンの野望を阻止するため千年パズルを砕き、その中に自身の魂を封印する。そして、いつの日か再び千年パズルが本来の姿を取り戻す日が来ることを信じ、眠りについた。
それから数千年の時が経ち、舞台はエジプトから遥か遠く離れた現代の日本へと移る。王子に瓜二つの姿をした少年・武藤遊戯が千年パズルを完成させたことで王子の魂は目覚め、デュエルモンスターズ世界大会の場で二人の魂は邂逅する。王子は元の世界に戻るため遊戯に千年アイテムを集めるよう協力を依頼し、やがて時空を超えて過去の世界へと旅立つ。古代エジプトに舞い戻った王子は生き残っていた仲間たちと再会し、ヘイシーン一派に戦いを挑むのだった。

## ゲームシステム

### キャンペーン
ストーリーモードをプレイすることができる。ストーリーは大別して、マップ画面から目的地を選択してゲームを進めていく「古代編」と、カード大会を勝ち進んでいく「現代編」が存在する。基本的には対戦相手とのカードバトル(デュエル)に勝利することで先に進めるようになっているが、デュエルに敗北した場合は一部の状況を除いてゲームオーバーとなり、最後にセーブしたデータからやり直しとなる。また、連戦を挑まれた場合は、一度も敗北することなく決められた全てのデュエルに勝利する必要がある。

### フリーデュエル
キャンペーンで戦ったキャラと自由に対戦できる。主にカードやスターチップの収集に利用され、対戦相手の選択画面ではキャラクターごとに過去の戦績なども確認可能となっている。

### カード図書館
全722枚のカードリストを確認できる。集めたカードの詳しい情報やCGモデルを閲覧することも可能。なお、全てのカードをコンプリートするにはPocketStationの使用が必須となる。

### パスワード
カード毎に決められた8桁の数字を入力することで、所持しているスターチップとカードを交換できる。パスワードは、1999年までの遊☆戯☆王オフィシャルカードゲーム デュエルモンスターズのカードに表記されている番号に対応している。スターチップはデュエルに勝利することで手に入るが、強力なカードの交換ほど多くのスターチップが必要となる。

### トレードと2P対戦
メモリーカードを2つ用意するとカードのトレードと対戦ができる。

### PocketStation
リモコン通信
リモコンの電波をポケステに受信させカードを入手できるモード。比較的簡単にレアカードが手に入る。なお、赤外線通信が可能なゲームボーイ版をゲームボーイカラーでPocketStationと通信できる裏技も存在する。
通信融合機能
ポケステが2つ必要で、融合できるカードが少ないが、青眼の究極竜やゲート・ガーディアンを確実に作れる。

## デュエル
デュエル開始時のライフポイントは互いに8000。カードにはモンスター・魔法・罠・儀式といった種類があり、手持ちのカードを選択して計40枚のカードで構築された山札(デッキ)を作る。デュエル中はターン開始時に必ず手札が5枚になるよう補充され、各プレイヤーが交互に1枚のカードを選択してフィールドに出してデュエルを進めてゆく。最終的にライフが0になるか、デッキ切れで手札を補充できなくなったプレイヤーの負けとなる。
ルールとしては、当時「遊☆戯☆王オフィシャルカードゲーム」で主流になっていた「エキスパートルール」の一つ前の形式である「公式ルール」に近く、相手フィールドにモンスターがいない場合はライフポイントへの直接攻撃が可能となっているが、モンスターレベルや生贄召喚の概念がないため、手札に来ればどんなモンスターも即座に召喚することができるようになっている。なお、モンスターカードにおいて特別な効果を持つものは「封印されしエクゾディア」とそれに関連するカード全5枚だけとなっており、それ以外のモンスターカードは全て通常モンスター扱いとなっている。

### コンボ
フィールド(場)に出すことのできるカードは1ターンにつき1枚だけだが、手札からカードを出す際に複数のカードを選択し、組み合わせてフィールドに出すことで「コンボ」を狙う事が出来る。コンボが成立すると、モンスターを強化した状態で召喚したり、カード同士を融合させて別のものに変化させてからフィールドに出す「融合召喚」「魔法融合」が発生したりと、強力な効果が得られる。ただし、コンボを成立させるには特定の組み合わせでカードを選択する必要があり、コンボが成立しなかった場合は最後に選択したカード以外はフィールドに出せずに失われてしまうリスクも存在する。

### 守護星
全モンスターカードには2つの守護星が存在している。守護星には「太陽・月・金星・水星」のグループと「火星・木星・土星・天王星・冥王星・海王星」のグループがあり、モンスターカードをフィールドに出す時、どちらか一つを選択する。守護星にはジャンケンのような相性が存在する。例えば「太陽」の守護星を選んだモンスターカードで、「月」を守護星とするモンスターカードに攻撃した場合、「太陽」のモンスターカードの攻撃力・守備力はそれぞれ500上昇する。
優劣関係は
太陽→月→金星→水星→太陽→…
火星→木星→土星→天王星→冥王星→海王星→火星→…

### デュエル技能ランク
デュエルに勝利した後のリザルト画面では、そのデュエル中にプレイヤーが取った行動に応じて「デュエル技能ランク」が決定される。基本的に、モンスターによる力押し主体の短期決戦型は「剛」、魔法や罠による搦め手主体の持久戦型は「柔」になり、さらにその技能の巧拙によって高い順からS・A・B・C・Dのランクが選出されるようになっている。
勝利時の報酬として入手できるカードやスターチップはこの「デュエル技能ランク」によって決まる。基本的にはランクが高いほどより良い報酬を得やすくなっているほか「剛」「柔」どちらのスタイルを取ったかによって入手できるカードの種類や傾向も変化するようになっている。なお、デュエルに敗北した場合はデュエル技能の判定は行われず、報酬も一切入手できなくなっている。

## 登場人物
主人公
古代エジプト・アメンポテフ王朝の皇太子。シャーディー曰く「闇遊戯」と呼ばれる存在。神官長・ヘイシーンの反乱の際、彼に敗北し、魔の手から逃れるために「千年パズル」に自らの魂を封じ込めた。その後、パズルを解いた武藤遊戯とともに現世の千年アイテムを集め、ヘイシーンを倒すために古代エジプトへ舞い戻る。後に、平和な治世を築いたとして「遊戯王」と称えられるファラオとなる。
デフォルトネームは存在せず、セーブファイル作成時にプレイヤーが任意の名前を入力するようになっている。
武藤遊戯（むとう ゆうぎ）
原作における主人公で、王子と瓜二つの姿をした少年。千年パズルを解いたことで王子を目覚めさせ、千年アイテムを集めることになる。
真崎杏子（まさき あんず）
遊戯の友人。下記のアンズとは別人だが瓜二つである。東京ドームでのデュエルモンスターズ大会でバイトしている。
城之内克也（じょうのうちかつや）
遊戯の親友。下記のジョーノとは別人だが瓜二つである。遊戯と共に東京ドームでのデュエルモンスターズ大会に出場する。
サーディン
王家の谷を守る墓守。名もなきファラオを遺跡の中を案内する。容姿が下記のシャーディーに似ている。

### 対戦可能デュエリスト
シモン・ムーラン
王子の教育係。また、彼にデュエルを教えた師匠とも言える存在。ヘイシーン反乱の際、命を落とす。デュエルではかなり弱い設定になっている。まれに封印されしエクゾディア（攻撃力1000）を召喚する。
アンズ
名もなきファラオの友人。
一戦目は最弱レベル。二戦目は最初に比べれば、かなり強くなっており、デッキ内最高の攻撃力は逆転の女神の1800。
村人1
デュエル場にいるおじさん。
村人2
デュエル場にいる青年。たまに地雷蜘蛛（攻撃力2200）を出すこともある。
村人3
デュエル場にいるじいさん。彼だけは序盤の一回しか戦えない。
ジョーノ
名もなきファラオの友人。容姿は原作の城之内克也に酷似している。当初は名もなきファラオのことを王子とは知らなかった様子。一戦目は弱いが、まれに融合で千年竜、牛鬼を出すことがある。二戦目は戦士系が多いデッキ。また切り札である真紅眼の黒竜（攻撃力2400）をしばしば出してくる以外は攻撃力は2000未満のモンスターが中心である。
セト
ヘイシーンの副官。容姿は原作の記憶編に登場したセトと同じ。
一戦目でもストーリー直後の弱いモンスターしかいないデッキでは勝つのは難しい。たまに暗黒騎士ガイア（攻撃力2300）を出す。
二戦目ではゲートガーディアン（攻撃力3750）、青眼の白龍（攻撃力3000）を中心としたパワーデッキ。
三戦目はゲーム内最強の強さを持っており青眼の究極竜（攻撃力4500）を繰り出してくる。
ヘイシーン
神官長でありながら反乱を起こした男。
一戦目でさえ3000を超えるモンスターを常に出してくるので一周目でのデッキではまず勝てない。ただしこれは負けなければいけないデュエルであり、勝ってしまうと延々とやり直すことになる。そのため、何周かしてデッキが強くなると、むしろ負けるのに苦労するという事態に陥ってしまう。二戦目もこれ以上に強くなっている。一戦目、二戦目ともフィールドは闇。
ダイナソー竜崎（りゅうざき）
関西出身のデュエリスト。元全日本大会準優勝者。東京ドームでの予選一回戦の相手。ワイルド・ラプター（攻撃力1500）が単体では一番強いカード。たまに牛鬼（攻撃力2150）を融合で出す。
インセクター羽蛾（はが）
関東出身のデュエリスト。元全日本大会優勝者。予選二回戦の相手。1500以上のモンスターを多く出してくる。
孔雀舞（くじゃく まい）
孤高の女デュエリスト。予選三回戦の相手。注意すべきはプリヴェント・ラット（守備力2000）、ハーピィズペット竜（攻撃力2000）。
バンデット・キース（キース・ハワード）
元全米チャンプのデュエリスト。カードプロフェッサーとして数々の賞金を掻っ攫ってきた経歴から、「盗賊（バンデット）・キース」の通り名で呼ばれる。予選四回戦の相手。デビルゾア（攻撃力2600）を出すことがある。さらに「メタル化・魔法反射装甲」での強化もある。
シャーディー
千年アイテム「千年秤」「千年錠」を持つ墓守の一族の男。決勝トーナメント一回戦の相手。水系が主力のデッキ。
闇獏良（やみばくら）
千年アイテム「千年リング」の所有者。遊戯達の親友。千年リングに宿る闇の意思によって人格を乗っ取られる。迷宮壁ラビリンス・ウォール（守備力3000）など守備力が高いモンスターを出す。
ペガサス・J・クロフォード
マジック&ウィザーズを生み出した天才ゲームデザイナー。千年アイテム「千年眼」の所有者でもある。トゥーンのカードは出してこないが、ほとんどが2000以上のデッキ。また、サンダー・ボルト、メテオ・ブラック・ドラゴン（攻撃力3500）、ドラゴン族・封印の壺など厄介なカードを出す。
石津ナオミ（いしづ）
謎の女性。千年アイテム「千年ネックレス」の所有者。水系が主力。たまにブラック・デーモンズ・ドラゴン（攻撃力3200）を出してくる。原作に登場したイシズ・イシュタールの元となったキャラクターでもある。
海馬瀬人（かいば せと）
今回の大会を主催した海馬コーポレーション社長。遊戯とは宿命のライバルにある。原作では非科学的なものを信じない設定だが、千年アイテム「千年ロッド」の所有者となっている（マリク・イシュタールが登場しないため）。代名詞の青眼の白龍（攻撃力3000）を出す。上記のセトとは別人だが瓜二つである。
神官兵
ヘイシーンの神官兵。王宮に行くと戦うことが出来る。1500前後のデッキ。強化魔法はもっていない。
海神官兵
海の神殿を警護する神官兵。フィールドは海。
水の大神官・セクメトン
海の神殿を守護する大神官の一人。フィールドは海。水魔神スーガ（フィールド効果で攻撃力3000）やクラブ・タートル（フィールド効果で攻撃力3050）、双頭の雷龍を出してくる。
森神官兵
森の神殿を警護する神官兵。フィールドは森。フィールド効果で2500クラスのモンスターを出す。
森の大神官・アヌビシウス
森の神殿を守護する大神官の一人。全身を包帯で覆っている。フィールドは森。フィールド効果による完全究極態・グレートモス（攻撃力4000）を超えなければ勝つことは難しい。
山神官兵
山の神殿を警護する神官兵。フィールドは山。デッキ内最強は裁きの鷹（フィールド効果で攻撃力2600）だが双頭の雷龍（フィールド効果で攻撃力3300）をよく融合する。
山の大神官・アテンツァ
山の神殿を守護する大神官の一人。フィールドは山。ブラック・デーモンズ・ドラゴン（フィールド効果で攻撃力3700）、メテオ・ブラック・ドラゴン（フィールド効果で攻撃力4000）などを出してくる。
砂漠神官兵
砂漠の神殿を警護する神官兵。フィールドは荒野。フィールド効果で2700となった金色の魔象がデッキ内最強のカード。迷宮壁ラビリンスウォールがフィールド効果で守備力3500になる。
砂漠の大神官・マアティス
砂漠の神殿を守護する大神官の一人。フィールドは荒野。砂漠神官兵以上に固く強力なデッキを使う。
草原神官兵
草原の神殿を警護する神官兵。フィールドは草原。デッキ内最強はフィールド効果で2700となるジャッジマン、守備力3500となる千年の盾。メテオ・ブラック・ドラゴンやブラック・マジシャンをくれる。
草原の大神官・ケプリア
草原の神殿を守護する大神官の一人。フィールドは草原。フィールド効果で攻撃力4250となったゲート・ガーディアンを繰り出す。
迷路神官兵
巨大神殿に登場。道を間違うと何度も戦うことに。ゲート・ガーディアン（攻撃力3750）が強力。
近衛神官・力のセベクアル
ヘイシーンの親衛隊。フィールドは闇。メタルデビルゾア（攻撃力3000）など機械系が多い。
近衛神官・技のネクベトス
ヘイシーンの親衛隊。フィールドは闇。デッキ内最強はフィールド効果で3150となるスカル・ビショップ。強化魔法は基本的には使わないが闇+闇の融合で闇・エネルギーを使用してくることがある。
カード魔神
契約により多くの者に闇の力を与えてきたカードの神。その清算として人類全てをカード化しようとする。
カード魔神・真の姿
ラスボス。青眼の究極竜、ゲート・ガーディアンなど最強クラスを使うが、デッキに魔法、罠カードが入っていない。
デュエルマスターK
フリーデュエル場の主催者。フリーデュエルでのみ対戦可能で、必ずプレイヤーと同じデッキを使用する。所謂「ミラーマッチ」で、彼との対戦で、自分で知らない融合の組み合わせが分かるようになる。

## 同梱カード
5種類のカードのうち3種類が封入されており、「メタル・デビルゾア」と「レッドアイズ・ブラックメタルドラゴン」はシークレットレアカードとなっている。
- デビルゾア
- ハーピィズペット竜
- メタル・デビルゾア
- レッドアイズ・ブラックメタルドラゴン
- メタル化・魔法反射装甲

### 攻略本同梱カード
- カオス－黒魔術の儀式